# Winsor Harmon

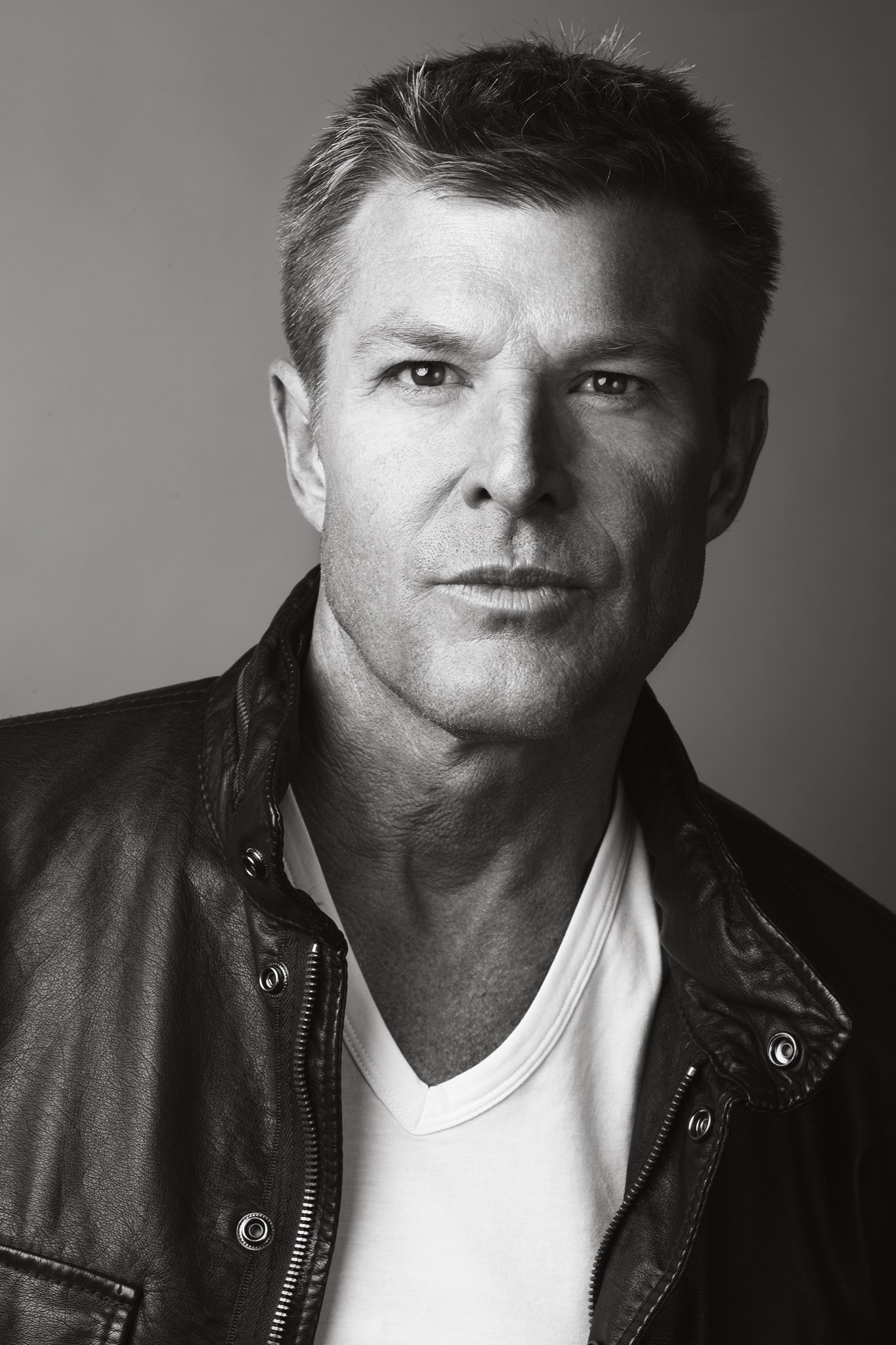
Winsor Harmon

Winsor Harmon (* 22. November 1963 in Crowley, Louisiana als Winsor Dewey Harmon III) ist ein US-amerikanischer Schauspieler, Country-Sänger, Filmproduzent und Filmregisseur.

## Leben
Winsor Harmon wuchs in Rockwall, Texas, auf und besuchte nach der Rockwall High School die Texas A&M University (Texas Agricultural and Mechanical University) in College Station nahe Houston, für die er ein Stipendium erhalten hatte. Erste Fernsehauftritte folgten in Werbespots, unter anderem für Marlboro. 
1994 erhielt Harmon seine erste größere Rolle in der Serie All My Children, in der er für ein Jahr die Rolle des Del Henry spielte. Von 1996 bis 2011 gehörte er zur Stammbesetzung der Seifenoper Reich und Schön, zunächst als Recast des Thorne Forrester für den vorherigen Darsteller der Rolle Jeff Trachta. 
Neben der Schauspielerei begeistert sich Harmon für Gesang. 2002 brachte er sein erstes Country-Musik-Album mit dem Titel Stars of Texas heraus.
Seit 2001 ist Harmon in zweiter Ehe mit DeAnna Lindstrom verheiratet. Das Paar lebt in Texas mit ihren zwei Töchtern aus jeweils früheren Ehen und ihrem gemeinsamen Sohn (* 2003). Seine erste Ehe mit Candace bestand von 1996 bis 1998, aus der eine Tochter hervorging.